# Улрих Фугер Стари
Улрих Фугер Стари (на немски: Ulrich Fugger der Ältere; * 9 октомври 1441, Аугсбург; † 19 април 1510, Аугсбург) от фамилията Фугер, линията „Лилията“ (фон дер Лилие), е търговец и банкер от Аугсбург.

## Биография
Той е най-големият син на текстилния търговец Якоб Фугер Стари († 1469) и съпругата му Барбара Безингер († 1497), дъщеря на Франц (Улрих) Безингер от Аугсбург († 1467), мюнцмайстер в Тирол, и Доротея Зайденшванц.
До смъртта на баща му през 1469 г. Улрих ръководи формално фамилната фирмата. След смъртта на баща му майка му ръководи фамилната фирма за синовете им. Едва след смъртта на майка им през 1497 г. синовете имат достъп до цялото състояние.
През 1473 г. император Фридрих III разрешава на Улрих Фугер да отвори банка. Улрих основава търговската фирма „Ulrich Fugger und seine Gesellschaft“, първата в Европа. Заедно с братята си Георг и Якоб основава търговската фирма „Ulrich Fugger und Gebrüder von Augsburg“, като Улрих е ръководител в Аугсбург, Георг е ръководител на фимилията в Нюрнберг, а Якоб отговаря за интернационалните връзки. Фирмата скоро сменя името си на „Ulrich Fugger und Gebrüder von Augsburg“. Те започват да финансират Хабсбургите. Улрих не успява обаче да достигне икономическите способности на най-малкия си брат Якоб Богатия и е в негова сянка. През 1494 г. фирмата има печалба над 54 000 гулдена.
Улрих умира на 68 години на 19 април 1510 г. в Аугсбург след опрерация от камъни в пикочния мехур.

## Фамилия
Улрих Фугер Стари се жени на 4 ноември 1479 г. в Аугсбург за Вероника Лаугингер († 23 март 1507, Аугсбург), дъщеря на Ханс Лаугингер и Маргарета Ридлер. Те имат десет деца: 
- Анна Фугер (* 29 ноември 1481, Аугсбург; † 15 април 1535, Аугсбург), омъжена на 11 октомври 1497 г. в Аугсбург за Жерзи III Турцо, господар на Бетленфалфа (* 26 март 146, Зипс, Унгария; † 19 март 1521, Аугсбург)
- Ханс Фугер (* 21 юни 1483, Аугсбург; † пр. 7 август 1515, Улм)
- Урсула Фугер (* 13 април 1485, Аугсбург; † 1539), омъжена на 1 декември 1503 г. в Аугсбург за Филип фон Щайн цу Жетинген († 4 ноември 1509, Улм)
- Сибила Фугер (* 22 август 1487; † 28 декември 1487)
- Вероника Фугер (* 28 ноември 1488, Аугсбург; † 1521, Улм), омъжена на 12 август 1504 г. в Аугсбург за Валтер Еингер фон Балцхайм († 29 април 1519)
- Улрих Фугер Млади (* 8 май 1490, Аугсбург; † 14 май 1525, Швац), женен на 11 ноември 1516 в Аугсбург за Вероника Гаснер (* 1498, Аугсбург; † 28 март 1554, Аугсбург)
- Сибила Фугер (* 29 август 1493, Аугсбург; † пр. 4 август 1519), омъжена на 17 юни 1512 г. в Аугсбург за Ханс Маркс фон Бубенхофен († 1558, Лайнщетен)
- Фелицитас Фугер (* 5 юни 1495, Аугсбург; † 11 март 1539, Аугсбург), монахиня в Аугсбург
- Сузана Фугерин (* 16 октомври 1497, Аугсбург; † 16 май 1548, Аугсбург, погребана в „Св. Анна“, Аугсбург), омъжена 1516 г. за Георг фон Щетен († 1562)
- Хиронимус Фугер фон Кирхберг (* 12 август 1499, Аугсбург; † 26 ноември 1538, Аугсбург, погребан в „Св. Анна“, Аугсбург), граф на Кирхберг